# Xerophaeus tenebrosus
Xerophaeus tenebrosus är en spindelart som beskrevs av Tucker 1923. Xerophaeus tenebrosus ingår i släktet Xerophaeus och familjen plattbuksspindlar. Inga underarter finns listade i Catalogue of Life.